# Clan Toshima

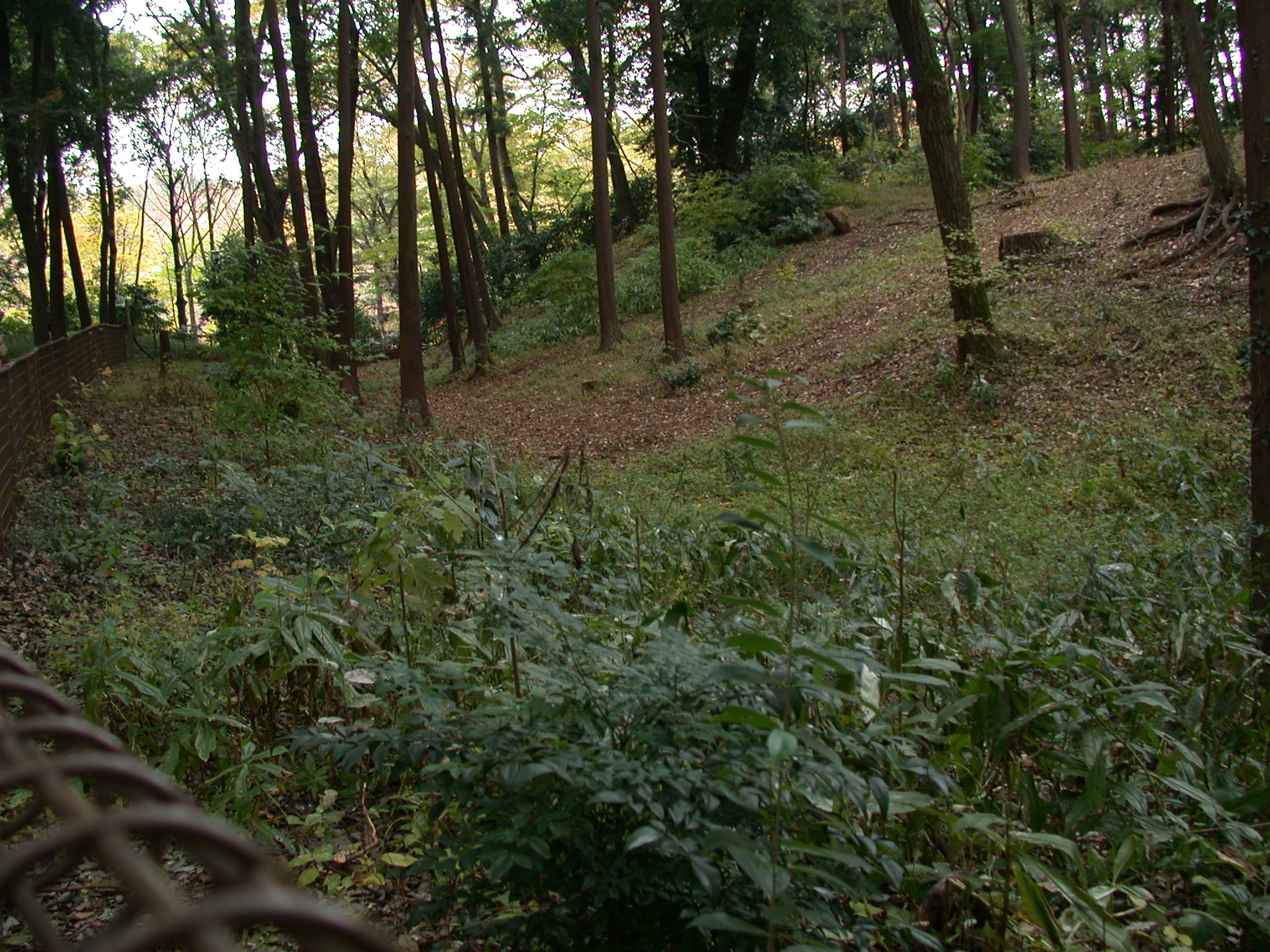
Emplacement du château de Shakujii, siège du territoire de la famille Toshima durant les périodes de Kamakura et de Muromachi.

Le clan Toshima (豊島氏 or 豊嶋氏, Toshima-shi) est un clan de samouraïs qui tient une place importante durant les époques de Kamakura et Muromachi de l'histoire japonaise dans le nord-ouest de ce qui est à présent Tokyo. Le clan est principalement basé au château de Shakujii, là où se trouve aujourd'hui le moderne parc de Shakujii, datant de 1959 dans la ville de Shakujii, à Nerima, jusqu'à ce que le château tombe aux mains d'Ōta Dōkan, le vassal de la branche Ogigayatsu du clan Uesugi.

## Histoire
Le clan installe le siège principal de son gouvernement dans la zone autour du sanctuaire Hiratsuka dans ce qui est maintenant le quartier Nakazato de l'arrondissement de Kita-ku au nord de Tokyo et étend son influence au fil du temps pour finir par couvrir une superficie beaucoup plus étendue et par en déléguer l’essentiel aux branches familiales que sont les clans Miyagi, Takinogawa, Shimura et Itabashi. Les Toshima s'installent à Shakujii vers la fin de l'époque de Kamakura (1185-1333).
Le pouvoir et la lignée du clan se consolident aux XIIIe et XIVe siècles. Bien qu'un certain nombre de chefs du clan n'ont pas de descendants mâles directs pendant environ un siècle, de 1282 à 1395, les Toshima sont supportés par le clan Miyagi avec lequel ils partagent des territoires et organisent des mariages croisés. Miyagi Tamenori est le fils de Miyagi Masanori et de 箱伊豆, une fille de Toshima Shigehiro. Tamenori à son tour, est le père de Toshima Munetomo, le 11e chef du clan.
À la suite de la mort de Toshima Yasukage, le 9e chef de clan, du fait de la minorité de son fils Toshima Tomoyasu, Toshima Kagemura, le frère de Yasukage, prend la tête du clan. Il étend et consolide le contrôle du clan sur les districts de Toshima, Adachi, Tama, Niiza et Kodama. Toshima-san Dōjō-ji, qui deviendra plus tard le principal temple du clan des Toshima, est établi en 1372 dans un emplacement adjacent au château de Shakujii par Toshima Terutoki, le fils adoptif de Kagemura. Hōjō Tokiyuki, le père biologique de Terutoki est caché et protégé à Shakujii par Toshima Kagemura durant la rébellion de Nakasendai (1335). Comme Kagemura est sans héritier mâle, Terutoki est adopté pour lui succéder à la tête du clan. Il meurt en 1375 et, quand son fils Toshima Kagenori meurt à son tour sans héritier, la position de chef du clan passe à Toshima Munetomo. Ainsi qu'il est indiqué plus haut, Munetomo a des liens avec la famille Miyagi et est issu d'une branche différente du clan Toshima du fait des précédents chefs de clan.
Un autre temple fortement associé au clan, Sanbō-ji, est établi à l'est du château de Shakujii en 1394. Il se rapporte que ce temple a été déménagé à son emplacement actuel au bord de l'étang Sanbō-ji, un des deux étangs qui forment le centre du parc moderne Shakujii par Ota Dokan, après qu'il a détruit le clan Toshima à la fin des années 1470.
Toshima Noriyasu, le treizième chef du clan, se range aux côtés d'Uesugi Norimoto, général des forces d'Ashikaga Mochiuji, durant la rébellion d'Uesugi Zenshū en 1417. Dans le contexte politique et militairement conflictuel entourant l'incident de Kyōtoku (1454-1482), le clan Toshima soutient d'abord Ashikaga Shigeuji puis change de position et se range du côté d'Uesugi Fusaaki et Uesugi Akisada de la branche Yamanouchi du clan Uesugi. À ce moment, Nagao Kageharu, vassal des Uesugi, se rebelle contre le clan Uesugi et, avec les Ashikaga, cherche à prendre le contrôle de la région de Kantō. Les chefs du clan Toshima, Toshima Yasutsune, daimyo de Shakujii et du château de Nerima ainsi que son frère, Toshima Yasuaki, daimyo du château de Hiratsuka, se rangent derrière Kageharu. Ils sont finalement battus par Ōta Dōkan le vassal des Uesugi, entraînant la disparition du clan.

## Chefs du clan
- Taketsune
- Tsuneie
- Yasuie
- Kiyomitsu (Kiyomoto)
- Tomotsune
- Aritsune
- Tsuneyasu
- Yasutomo
- Yasukage
- Tomoyasu
- Munetomo
- Yasumune
- Noriyasu
- Tomoyasu
- Yasukage
- Yasuyoshi (Yasunori ?)
- Nobuyasu
- Tsunesuke ?
- Yasuaki et Yasutsune

## Source de la traduction
- (en) Cet article est partiellement ou en totalité issu de l’article de Wikipédia en anglais intitulé « Toshima clan » (voir la liste des auteurs).